# Liga das Nações da UEFA A de 2018–19
A Liga das Nações da UEFA A de 2018–19 foi a primeira divisão da edição de 2018–19 da Liga das Nações da UEFA. Foi a primeira edição do torneio envolvendo as 55 associações da UEFA.

## Formato
Doze equipes foram divididas em quatro grupos de três equipes cada grupo, conforme sua colocação no Ranking da UEFA. Nestes grupos, as equipes jogarão entre si em partidas de ida e volta, totalizando quatro partidas por equipe. Após essas rodadas, o primeiro colocado do grupo se classifica para a semifinal, o segundo colocado permanece na Liga A seguinte e o terceiro colocado é rebaixado para a Liga B seguinte. No entanto, devido à reformulação do formato para a Liga das Nações da UEFA de 2020–21, nenhuma equipe acabou sendo rebaixada e algumas equipes em segundo lugar também foram promovidas. O ganhador da final será declarado campeão da Liga das Nações.
A competição está ligada à qualificação para a Euro 2020, tendo outra chance para se qualificar para a competição. O processo de qualificação principal começará em março de 2019, ao invés de se iniciar em setembro de 2018, logo após a Campeonato do Mundo FIFA de 2018, e vai acabar em novembro de 2019. As quatro divisões indicarão um classificado para o Euro 2020, onde quatro equipas de cada divisão, que não se classificaram para a competição, irão competir num playoff para a competição, em março de 2020. Os classificados ao playoff serão os primeiros colocados de cada grupo, porém se os mesmos já estiverem classificados para o Euro, a vaga será passada a próxima melhor equipa classificada na divisão. Caso houver menos de quatro equipas que ainda não se classificaram para o Euro, o classificado ao playoff será selecionado da divisão seguinte. Os vencedores dos playoffs de cada divisão, com duas semifinais e uma final, será automaticamente classificado ao Campeonato Europeu de Futebol de 2020.

## Participantes
| Equipe        | Coef.  | Pos. |
| ------------- | ------ | ---- |
| Alemanha      | 40.747 | 1    |
| Portugal      | 38.655 | 2    |
| Bélgica       | 38.123 | 3    |
| Espanha       | 37.311 | 4    |
| França        | 36.617 | 5    |
| Inglaterra    | 36.231 | 6    |
| Suíça         | 34.986 | 7    |
| Itália        | 34.426 | 8    |
| Polónia       | 32.982 | 9    |
| Islândia      | 31.155 | 10   |
| Croácia       | 31.139 | 11   |
| Países Baixos | 29.866 | 12   |

## Grupos
|  | Equipes classificadas às semifinais |

### Grupo 1
| Pos | Equipe        | Pts | J | V | E | D | GP | GC | SG | Classificação ou descenso   |     | Países Baixos | França | Alemanha |
| --- | ------------- | --- | - | - | - | - | -- | -- | -- | --------------------------- | --- | ------------- | ------ | -------- |
| 1   | Países Baixos | 7   | 4 | 2 | 1 | 1 | 8  | 4  | +4 | Qualificado para Fase final |     | —             | 2–0    | 3–0      |
| 2   | França        | 7   | 4 | 2 | 1 | 1 | 4  | 4  | 0  |                             |     | 2–1           | —      | 2–1      |
| 3   | Alemanha      | 2   | 4 | 0 | 2 | 2 | 3  | 7  | −4 |                             | 2–2 | 0–0           | —      |          |

1. 1 2  Diferença de gols no confronto direto: Holanda +1, França -1.

| 6 de setembro de 2018 | Alemanha | 0 – 0     | França | Allianz Arena, Munique                      |
| 20:45 (UTC+2)         |          | Relatório |        | Público: 67 485 Árbitro: ITA Daniele Orsato |

| 9 de setembro de 2018 | França                  | 2 – 1     | Países Baixos | Stade de France, Saint-Denis                          |
| 20:45 (UTC+2)         | Mbappé 14' · Giroud 75' | Relatório | Babel 67'     | Público: 76 452 Árbitro: ESP Alberto Undiano Mallenco |

| 13 de outubro de 2018 | Países Baixos                              | 3 – 0     | Alemanha | Johan Cruijff Arena, Amsterdam            |
| 20:45 (UTC+2)         | van Dijk 30' · Depay 87' · Wijnaldum 90+3' | Relatório |          | Público: 52 536 Árbitro: TUR Cüneyt Çakır |

| 16 de outubro de 2018 | França                   | 2 – 1     | Alemanha        | Stade de France, Saint-Denis               |
| 20:45 (UTC+2)         | Griezmann 62', 80' (pen) | Relatório | Kroos 14' (pen) | Público: 77 300 Árbitro: SRB Milorad Mažić |

| 16 de novembro de 2018 | Países Baixos                     | 2 – 0     | França | De Kuip, Roterdam                           |
| 20:45 (UTC+1)          | Wijnaldum 44' · Depay 90+6' (pen) | Relatório |        | Público: 44 366 Árbitro: ENG Anthony Taylor |

| 19 de novembro de 2018 | Alemanha             | 2 – 2     | Países Baixos               | Veltins-Arena, Gelsenkirchen                |
| 20:45 (UTC+1)          | Werner 9' · Sané 20' | Relatório | Promes 85' · van Dijk 90+1' | Público: 42 186 Árbitro: ROU Ovidiu Hațegan |

### Grupo 2
| Pos | Equipe   | Pts | J | V | E | D | GP | GC | SG  | Classificação ou descenso   |     | Suíça | Bélgica | Islândia |
| --- | -------- | --- | - | - | - | - | -- | -- | --- | --------------------------- | --- | ----- | ------- | -------- |
| 1   | Suíça    | 9   | 4 | 3 | 0 | 1 | 14 | 5  | +9  | Qualificado para Fase final |     | —     | 5–2     | 6–0      |
| 2   | Bélgica  | 9   | 4 | 3 | 0 | 1 | 9  | 6  | +3  |                             |     | 2–1   | —       | 2–0      |
| 3   | Islândia | 0   | 4 | 0 | 0 | 4 | 1  | 13 | −12 |                             | 1–2 | 0–3   | —       |          |

1. 1 2  Diferença de gols no confronto direto: Suíça +2, Bélgica -2.

| 8 de setembro de 2018 | Suíça                                                                           | 6 – 0     | Islândia | Kybunpark, St. Gallen                       |
| 18:00 (UTC+2)         | Zuber 13' · Zakaria 23' · Shaqiri 53' · Seferović 67' · Ajeti 71' · Mehmedi 82' | Relatório |          | Público: 14 912 Árbitro: ENG Michael Oliver |

| 11 de setembro de 2018 | Islândia | 0 – 3     | Bélgica                               | Laugardalsvöllur, Reykjavík                |
| 18:45 (UTC+0)          |          | Relatório | E. Hazard 29' (pen) · Lukaku 31', 81' | Público: 9 710 Árbitro: RUS Sergei Karasev |

| 12 de outubro de 2018 | Bélgica         | 2 – 1     | Suíça          | Estádio Rei Balduíno, Bruxelas                   |
| 20:45 (UTC+2)         | Lukaku 58', 84' | Relatório | Gavranović 76' | Público: 39 049 Árbitro: ESP Antonio Mateu Lahoz |

| 15 de outubro de 2018 | Islândia        | 1 – 2     | Suíça                    | Laugardalsvöllur, Reykjavík                |
| 18:45 (UTC+0)         | Finnbogason 81' | Relatório | Seferović 52' · Lang 67' | Público: 8 663 Árbitro: SWE Andreas Ekberg |

| 15 de novembro de 2018 | Bélgica            | 2 – 0     | Islândia | Estádio Rei Balduíno, Bruxelas             |
| 20:45 (UTC+1)          | Batshuayi 65', 81' | Relatório |          | Público: 28 891 Árbitro: ISR Orel Grinfeld |

| 18 de novembro de 2018 | Suíça                                                      | 5 – 2     | Bélgica           | Swissporarena, Lucerna                      |
| 20:45 (UTC+1)          | Rodríguez 26' (pen) · Seferović 31', 44', 84' · Elvedi 62' | Relatório | T. Hazard 2', 17' | Público: 15 000 Árbitro: ITA Daniele Orsato |

### Grupo 3
| Pos | Equipe   | Pts | J | V | E | D | GP | GC | SG | Classificação ou descenso   |     | Portugal | Itália | Polónia |
| --- | -------- | --- | - | - | - | - | -- | -- | -- | --------------------------- | --- | -------- | ------ | ------- |
| 1   | Portugal | 8   | 4 | 2 | 2 | 0 | 5  | 3  | +2 | Qualificado para Fase final |     | —        | 1–0    | 1–1     |
| 2   | Itália   | 5   | 4 | 1 | 2 | 1 | 2  | 2  | 0  |                             |     | 0–0      | —      | 1–1     |
| 3   | Polónia  | 2   | 4 | 0 | 2 | 2 | 4  | 6  | −2 |                             | 2–3 | 0–1      | —      |         |

| 7 de setembro de 2018 | Itália             | 1 – 1     | Polónia       | Estádio Renato Dall'Ara, Bolonha          |
| 20:45 (UTC+2)         | Jorginho 78' (pen) | Relatório | Zieliński 40' | Público: 24 000 Árbitro: GER Felix Zwayer |

| 10 de setembro de 2018 | Portugal        | 1 – 0     | Itália | Estádio da Luz, Lisboa                      |
| 19:45 (UTC+1)          | André Silva 48' | Relatório |        | Público: 52 635 Árbitro: SCO William Collum |

| 11 de outubro de 2018 | Polónia                         | 2 – 3     | Portugal                                               | Stadion Śląski, Chorzów                       |
| 20:45 (UTC+2)         | Piątek 18' · Błaszczykowski 77' | Relatório | André Silva 31' · Glik 43' (g.c.) · Bernardo Silva 52' | Público: 48 783 Árbitro: ESP Carlos Del Cerro |

| 14 de outubro de 2018 | Polónia | 0 – 1     | Itália        | Stadion Śląski, Chorzów                    |
| 20:45 (UTC+2)         |         | Relatório | Biraghi 90+2' | Público: 41 692 Árbitro: SVN Damir Skomina |

| 17 de novembro de 2018 | Itália | 0 – 0     | Portugal | San Siro, Milão                             |
| 20:45 (UTC+1)          |        | Relatório |          | Público: 73 000 Árbitro: NED Danny Makkelie |

| 20 de novembro de 2018 | Portugal        | 1 – 1     | Polónia         | Estádio D. Afonso Henriques, Guimarães      |
| 19:45 (UTC+0)          | André Silva 34' | Relatório | Milik 66' (pen) | Público: 29 917 Árbitro: RUS Sergei Karasev |

### Grupo 4
| Pos | Equipe     | Pts | J | V | E | D | GP | GC | SG | Classificação ou descenso   |     | Inglaterra | Espanha | Croácia |
| --- | ---------- | --- | - | - | - | - | -- | -- | -- | --------------------------- | --- | ---------- | ------- | ------- |
| 1   | Inglaterra | 7   | 4 | 2 | 1 | 1 | 6  | 5  | +1 | Qualificado para Fase final |     | —          | 1–2     | 2–1     |
| 2   | Espanha    | 6   | 4 | 2 | 0 | 2 | 12 | 7  | +5 |                             |     | 2–3        | —       | 6–0     |
| 3   | Croácia    | 4   | 4 | 1 | 1 | 2 | 4  | 10 | −6 |                             | 0–0 | 3–2        | —       |         |

| 8 de setembro de 2018 | Inglaterra   | 1 – 2     | Espanha                | Estádio de Wembley, Londres                 |
| 19:45 (UTC+1)         | Rashford 11' | Relatório | Saúl 13' · Rodrigo 32' | Público: 81 392 Árbitro: NED Danny Makkelie |

| 11 de setembro de 2018 | Espanha                                                                                 | 6 – 0     | Croácia | Estádio Manuel Martínez Valero, Elche       |
| 20:45 (UTC+2)          | Saúl 24' · Asensio 33' · Kalinić 35' (g.c.) · Rodrigo 49' · Sergio Ramos 57' · Isco 70' | Relatório |         | Público: 26 900 Árbitro: FRA Benoît Bastien |

| 12 de outubro de 2018 | Croácia | 0 – 0     | Inglaterra | Stadion Rujevica, Rijeka            |
| 20:45 (UTC+2)         |         | Relatório |            | Público: 0 Árbitro: GER Felix Brych |

| 15 de outubro de 2018 | Espanha                          | 2 – 3     | Inglaterra                       | Estádio Benito Villamarín, Sevilha            |
| 20:45 (UTC+2)         | Alcácer 58' · Sergio Ramos 90+8' | Relatório | Sterling 16', 38' · Rashford 30' | Público: 50 355 Árbitro: POL Szymon Marciniak |

| 15 de novembro de 2018 | Croácia                          | 3 – 2     | Espanha                               | Estádio Maksimir, Zagreb                      |
| 20:45 (UTC+1)          | Kramarić 54' · Jedvaj 69', 90+3' | Relatório | Ceballos 56' · Sergio Ramos 78' (pen) | Público: 33 018 Árbitro: BLR Aleksei Kulbakov |

| 18 de novembro de 2018 | Inglaterra             | 2 – 1     | Croácia      | Estádio de Wembley, Londres                          |
| 14:00 (UTC+0)          | Lingard 78' · Kane 85' | Relatório | Kramarić 57' | Público: 78 221 Árbitro: GRE Anastasios Sidiropoulos |

## Fase final
O sorteio foi realizado em Dublin no Shelbourne Hotel, Irlanda em 3 de dezembro de 2018.
|  | Semifinais             | Semifinais             |   |                        | Final                  | Final |  |
|  |                        |                        |   |                        |                        |       |  |
|  | 5 de junho – Porto     |                        |   |                        |                        |       |  |
|  | Portugal               | 3                      |   |                        |                        |       |  |
|  | Suíça                  | 1                      |   |                        |                        |       |  |
|  |                        |                        |   |                        |                        |       |  |
|  |                        |                        |   |                        | 9 de junho – Porto     |       |  |
|  |                        |                        |   |                        | Portugal               | 1     |  |
|  |                        | Países Baixos          | 0 |                        |                        |       |  |
|  |                        |                        |   |                        |                        |       |  |
|  |                        |                        |   |                        |                        |       |  |
|  |                        |                        |   |                        | Terceiro lugar         |       |  |
|  | 6 de junho – Guimarães | 6 de junho – Guimarães |   | 9 de junho – Guimarães | 9 de junho – Guimarães |       |  |
|  | Países Baixos (pro)    | 3                      |   | Suíça                  | 0 (5)                  |       |  |
|  | Inglaterra             | 1                      |   |                        | Inglaterra (pen)       | 0 (6) |  |

## Classificação geral
As 12 seleções da Liga A serão ranqueados entre 1º e 12º lugares no geral seguindo as seguintes regras:
- As seleções que terminarem em primeiro no seu grupo serão ranqueados entre 1º e 4º baseados nos resultados da fase final.
- As seleções que terminarem em segundo no seu grupo serão ranqueados entre 5º e 8º baseados nos resultados da fase de grupos.
- As seleções que terminarem em terceiro no seu grupo serão ranqueados entre 9º e 12º baseados nos resultados da fase de grupos.

| Pos | Grp | Equipe        | Pts | J | V | E | D | GP | GC | SG  |
| --- | --- | ------------- | --- | - | - | - | - | -- | -- | --- |
| 1   | 3   | Portugal      | 8   | 4 | 2 | 2 | 0 | 5  | 3  | +2  |
| 2   | 1   | Países Baixos | 7   | 4 | 2 | 1 | 1 | 8  | 4  | +4  |
| 3   | 4   | Inglaterra    | 7   | 4 | 2 | 1 | 1 | 6  | 5  | +1  |
| 4   | 2   | Suíça         | 9   | 4 | 3 | 0 | 1 | 14 | 5  | +9  |
|     |     |               |     |   |   |   |   |    |    |     |
| 5   | 2   | Bélgica       | 9   | 4 | 3 | 0 | 1 | 9  | 6  | +3  |
| 6   | 1   | França        | 7   | 4 | 2 | 1 | 1 | 4  | 4  | 0   |
| 7   | 4   | Espanha       | 6   | 4 | 2 | 0 | 2 | 12 | 7  | +5  |
| 8   | 3   | Itália        | 5   | 4 | 1 | 2 | 1 | 2  | 2  | 0   |
|     |     |               |     |   |   |   |   |    |    |     |
| 9   | 4   | Croácia       | 4   | 4 | 1 | 1 | 2 | 4  | 10 | −6  |
| 10  | 3   | Polónia       | 2   | 4 | 0 | 2 | 2 | 4  | 6  | −2  |
| 11  | 1   | Alemanha      | 2   | 4 | 0 | 2 | 2 | 3  | 7  | −4  |
| 12  | 2   | Islândia      | 0   | 4 | 0 | 0 | 4 | 1  | 13 | −12 |

## Premiação
| Liga das Nações da UEFA A de 2018–19 |
| Portugal                             |
| ------------------------------------ |
| Portugal Campeão (1..º título)       |

## Playoffs para a Euro 2020
As quatro melhores seleções segundo a classificação geral que não se classificaram para o Campeonato Europeu de Futebol de 2020 pelas fase de grupos das eliminatórias irão disputar os playoffs.
| Seleção       | Tipo              |
| ------------- | ----------------- |
| Inglaterra    | Vencedor do grupo |
| Países Baixos | Vencedor do grupo |
| Portugal      | Vencedor do grupo |
| Suíça         | Vencedor do grupo |